# Best Destiny
Albums de Miliyah Katō
Tokyo Star
(2008) Ring
(2009)
Compilations par Miliyah Katō
M Best
(2011)
Best Destiny est la 1recompilation de Miliyah Katō, sorti sous le label Mastersix Foundation le 5 novembre 2008 au Japon. Il atteint la 1re place du classement de l'Oricon. Il se vend à 92 423 exemplaires la première semaine, et reste classé pendant 30 semaines, pour un total de 222 401 exemplaires vendus.

## Liste des titres
| 1.  | Koishiteru (恋シテル) (Album Ver.)                          | Jarvis La Rue Baker, Sylvester Jackson, Narada Michael Walden, Shanice Wilson, Miliyah | Jarvis La Rue Baker, Sylvester Jackson, Narada Michael Walden, Shanice Wilson, Miliyah |                 | 4:11 |
| 2.  | Kono Mama Zutto Asa Made (このままずっと朝まで)             | Anthony Kelly, Mark Wolfe, Steven Marsden, Wayne Passley, Miliyah                      | Anthony Kelly, Mark Wolfe, Steven Marsden, Wayne Passley, Miliyah                      | 3rd Productions | 4:06 |
| 3.  | Dear Lonely Girl (ディア・ロンリーガール)                   | Takashi Matsumoto, Miliyah                                                             | Kyohei Tsutsumi, Miliyah                                                               | Shingo.S        | 3:32 |
| 4.  | 19 Memories                                                 | Tetsuya Komuro, Miliyah                                                                | Tetsuya Komuro, Miliyah                                                                | 3rd Productions | 5:50 |
| 5.  | Jounetsu (ジョウネツ)                                       | UA, Miliyah                                                                            | Hirofumi Asamoto, Shingo.S, Miliyah                                                    | 3rd Productions | 5:05 |
| 6.  | Ai ga Kieta Hi (愛が消えた日)                               | Jeff Pence, Emosia & Eliot Sloan, Miliyah                                              | Jeff Pence, Emosia & Eliot Sloan, Miliyah                                              |                 | 4:36 |
| 7.  | Better days-sweet love side-                                | Miliyah                                                                                | Dohzi-T, Shingo.S, Miliyah                                                             |                 | 4:43 |
| 8.  | For so long                                                 | Lisa, Verbal & Taku, Miliyah                                                           | Lisa, Verbal & Taku, Miliyah                                                           |                 | 4:52 |
| 9.  | So gooood                                                   | Rip Slyme, Miliyah                                                                     | Rip Slyme, Miliyah                                                                     | 3rd Productions | 3:50 |
| 10. | Yozora (夜空)                                               | M.Takesue, Miliyah                                                                     | H.Kon, Miliyah                                                                         | Shingo.S        | 3:49 |
| 11. | One Day ~Yozora Remix~ Miliyah Katō loves m-flo             | M-Flo, Miliyah                                                                         | M-Flo, H.Kon, Miliyah                                                                  |                 | 5:20 |
| 12. | For so long PART II                                         | M-Flo, Miliyah                                                                         | M-Flo, Miliyah                                                                         |                 | 4:22 |
| 13. | Michelle ~Ai no Teema Remix~ (ミシェル 〜愛のテーマRemix〜) | Miliyah                                                                                | Yuji Ohno                                                                              | 3rd Productions | 4:22 |
| 14. | Futurechecka feat. SIMON, COMA-CHI & TARO SOUL              | Miliyah, Simon, Coma-Chi, Taro Soul & Maurice White                                    | Miliyah, SIMON, Coma-Chi, Taro Soul & Maurice White                                    | 3rd Productions | 4:37 |

| 1. | Koishiteru (恋シテル) (vidéo-clip)                                   |  |
| 2. | Kono Mama Zutto Asa Made (このままずっと朝まで) (vidéo-clip)         |  |
| 3. | Dear Lonely Girl (ディア・ロンリーガール) (vidéo-clip)               |  |
| 4. | 19 Memories (vidéo-clip)                                             |  |
| 5. | Jounetsu (ジョウネツ) (vidéo-clip)                                   |  |
| 6. | Yozora (夜空) (vidéo-clip)                                           |  |
| 7. | Lalala / Futurechecka feat. SIMON, COMA-CHI & TARO SOUL (vidéo-clip) |  |